# Selec
Selec (hongrois : Szelec) est un village de Slovaquie situé dans la région de Trenčín.

## Histoire
La première mention écrite du village date de 1439.

## Démographie

### Évolution de la population
| Année:               | 1994. | 2004.   | 2014.   | 2024.   |
| -------------------- | ----- | ------- | ------- | ------- |
| Nombre de personnes: | 904   | 957     | 1004    | 1007    |
| Différence:          |       | +5,86 % | +4,91 % | +0,29 % |

| Année:               | 2023. | 2024.   |
| -------------------- | ----- | ------- |
| Nombre de personnes: | 1004  | 1007    |
| Différence:          |       | +0,29 % |